# David Boo Wiklander
Nils David Casper Boo Wiklander (Bogotà, 3 ottobre 1984) è un ex calciatore svedese, di ruolo difensore.

## Caratteristiche tecniche
Principalmente è utilizzato come difensore centrale, ma nel corso della carriera ha ricoperto anche altri ruoli, da quello di centrocampista difensivo a quello di terzino.

## Carriera
Boo Wiklander nasce a Bogotà, in Colombia, paese di origine della madre biologica. A tre mesi di età viene imbarcato su un volo per la Svezia, per essere adottato da una famiglia di Göteborg.
Dopo una lunga parentesi nel Qviding, club in cui è anche cresciuto a livello giovanile, dal 2010 è un giocatore dell'IFK Norrköping, trovando spazio nella formazione titolare sin dal suo primo anno di permanenza. Proprio con l'IFK Norrköping riesce a vincere lo scudetto nel 2015, alla sua ultima stagione in biancoblu.
Rimasto inizialmente svincolato, il 15 aprile 2016 viene ufficializzata la sua firma di un contratto trimestrale con l'Hammarby, dopo che la Federcalcio svedese ha concesso una deroga per l'ingaggio a mercato chiuso. La società biancoverde ha poi deciso di estendere l'ingaggio fino al termine della stagione.
In vista della stagione 2017 ritorna a giocare nella città in cui è cresciuto, con il contratto biennale sottoscritto con l'IFK Göteborg. Nel giugno 2018 riceve la fascia di capitano a seguito della cessione di Sebastian Eriksson. A fine anno tuttavia non ha ricevuto una nuova proposta di contratto dal club. Ciò ha contribuito alla decisione di ritirarsi dal calcio professionistico per iniziare a concentrarsi su un altro tipo di attività lavorativa.

## Palmarès

### Club

#### Competizioni nazionali
- Allsvenskan: 1

Norrköping: 2015
- Supercupen: 1

Norrköping: 2015